# Fatoumata
Fatoumata est un prénom féminin et un ancien prénom arabe d'Afrique subsaharienne, équivalent de l'arabe Fatima, prénom de la dernière fille de Mahomet et Khadija. Son diminutif courant est Fatou.
Un autre diminutif est Fanta, le plus souvent retrouvé au nord de la Côte d'Ivoire chez le peuple Dioula. 